# Taurongia
Taurongia es un género de arañas araneomorfas de la familia Desidae. Se encuentra en  Australia.

## Lista de especies
Según The World Spider Catalog 12.0:
- Taurongia ambigua Gray, 2005
- Taurongia punctata (Hogg, 1900)